# اکس‌کوئری
اکس‌کوئری برنامه‌نویسی پرسشی و تابعی‌ای‌ست که برایِ پرسیدنِ مجموعه‌ای از داده‌هایِ اکس‌ام‌ال طراحی شده است. 
آخرین نسخه، نسخه ۳ می‌باشد